# Morris Ital
De Morris Ital (interne fabrieksaanduiding BLMC ADO73) is een automodel dat van oktober 1980 tot december 1984 werd geproduceerd door de British Leyland Motor Corporation (BLMC). Het was de opvolger van de Morris Marina en net als zijn voorganger grotendeels gebaseerd op de techniek van de Morris Minor van 1948. De Ital was de laatste nieuwe auto van BLMC die werd verkocht onder de merknaam Morris.

## Geschiedenis
BLMC had de Marina (ADO 28) in het voorjaar van 1971 geïntroduceerd als een eenvoudige, goedkope concurrent van de Ford Cortina. Om de productiekosten te minimaliseren en de best mogelijke betrouwbaarheid te bereiken, gebruikte het ontwerpteam het onderstel en tal van andere componenten van de al meer dan 20 jaar oude Morris Minor, andere onderdelen waren afkomstig van de Triumph Dolomite. De Marina was niet erg succesvol op de markt, slechte afwerkingskwaliteit en vooral een zeer matig rijgedrag stonden het succes van het model in de weg.
Aanvankelijk had BLMC gepland om de Marina in 1975 te vervangen door een moderner nieuw ontwerp. Het faillissement van het bedrijf zorgde echter al voor een vroege beëindiging van de ontwikkeling van dit intern ADO 77 genoemde model. In plaats daarvan werd de Marina tegen het einde van 1975 technisch herzien. Hij kreeg een nieuwe ophanging, de carrosserie bleef vrijwel ongewijzigd. De Marina werd verkocht tot het najaar van 1980.
In 1980 besloot BLMC om de inmiddels verouderde auto te herzien. Het doel was om met zo min mogelijk inspanning aanwezig te blijven in het segment van de lagere middenklasse en de tijd tot de lancering van de Austin Maestro en Montego, twee geheel nieuwe modellen met voorwielaandrijving, te overbruggen. De financiële mogelijkheden waren dienovereenkomstig beperkt: het ontwikkelteam had een budget van slechts £ 5 miljoen beschikbaar. Het bleef daarom beperkt tot stilistische veranderingen:
- De voorkant kreeg rechthoekige koplampen en richtingaanwijzers die zijdelings in de spatborden doorliepen. Het plaatwerk bleef daarbij ongewijzigd.
- Aan de achterzijde werden nieuwe, grote achterlichten gemonteerd en tegelijkertijd werd de lijn van de kofferbak iets verhoogd.
- Voor en achter kreeg de auto grote kunststof bumpers.

Het auteurschap van deze facelift werd vaak toegekend aan de Italiaanse Giorgetto Giugiaro en zijn bedrijf Italdesign. In werkelijkheid was het echter ontwikkeld door het eigen ontwerpteam van BLMC, geleid door Harris Mann. Italdesign had alleen de opdracht gekregen om toezicht te houden op de productieomzetting naar het nieuwe model.
Niettemin besloot BLMC om gebruik te maken van de reputatie van Italdesign en al vroeg een expliciete verwijzing naar de Italiaanse ontwerpstudio op te nemen in de modelnaam. Aanvankelijk zou de auto Morris Marina Ital gaan heten maar Michael Edwardes, de toenmalige CEO van BLMC, beschouwde de duidelijke verwijzing naar de voorganger Marina echter als potentieel schadelijk voor de verkoop en beperkte de modelnaam tot Ital.
De Ital bleef vier jaar in productie, in deze periode werden 175.276 stuks geproduceerd. De Ital had (niet in de laatste plaats vanwege zijn achterwielaandrijving) de reputatie van een rechttoe rechtaan-auto met lage onderhoudskosten. Conservatieve klanten die twijfels hadden bij de ook in Groot-Brittannië opkomende voorwielaandrijving, kochten de Ital evenals wagenparkbeheerders zoals autoverhuurbedrijven.

## Modelvarianten
De Morris Ital was beschikbaar als vierdeurs sedan, vijfdeurs stationwagen (Estate) en als tweedeurs bestelwagen (Van) en pick-up. De tweedeurs coupé die bij de Marina nog leverbaar was, kwam te vervallen.
Als aandrijfunits waren een 1,3 liter viercilinder A-serie benzinemotor of twee 1,7 respectievelijk 2,0 liter grote viercilindermotoren van de (iets modernere) O-serie leverbaar. In Portugal werd in 1981 korte tijd een versie met een 1,4 liter (37 kW) dieselmotor geproduceerd.

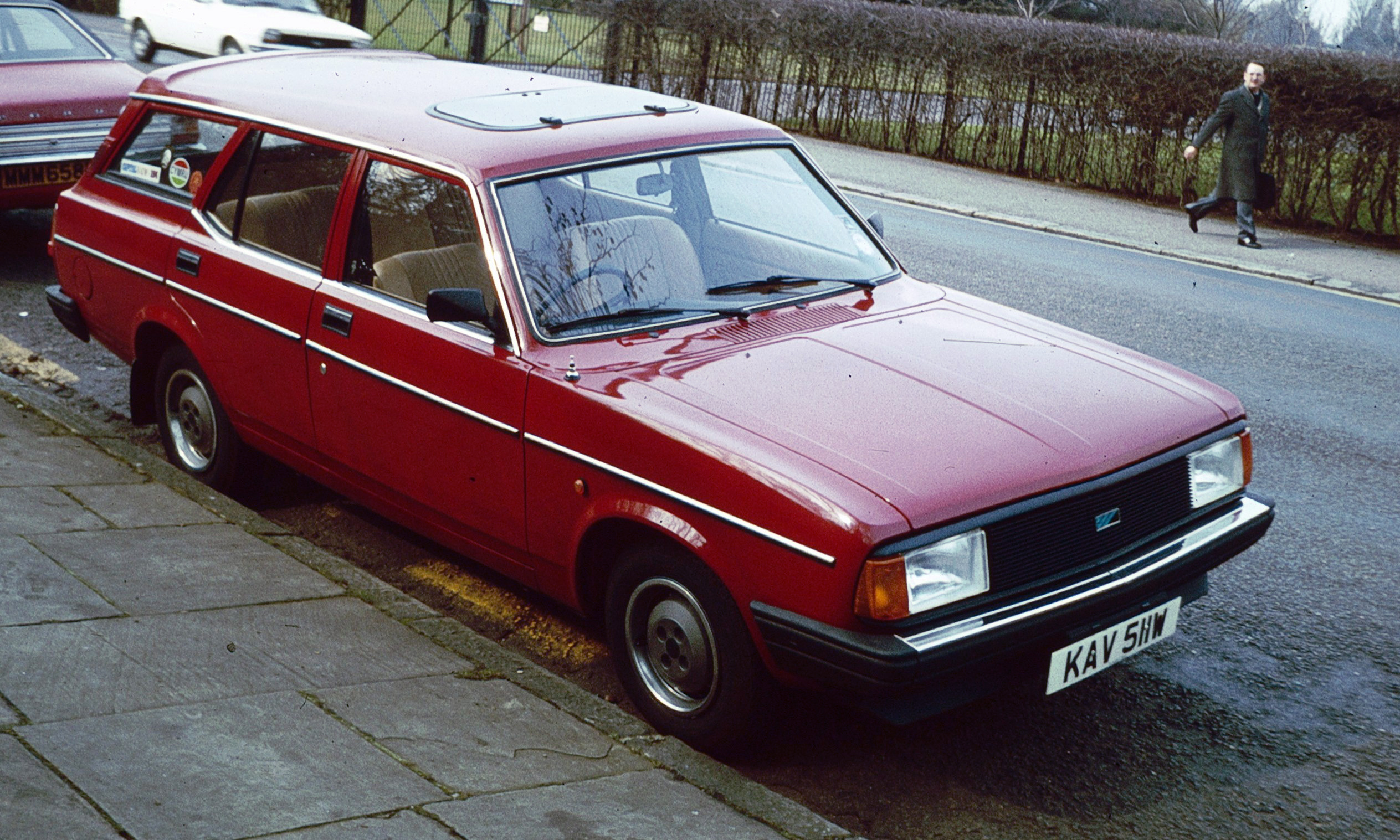
Morris Ital Estate (1980)
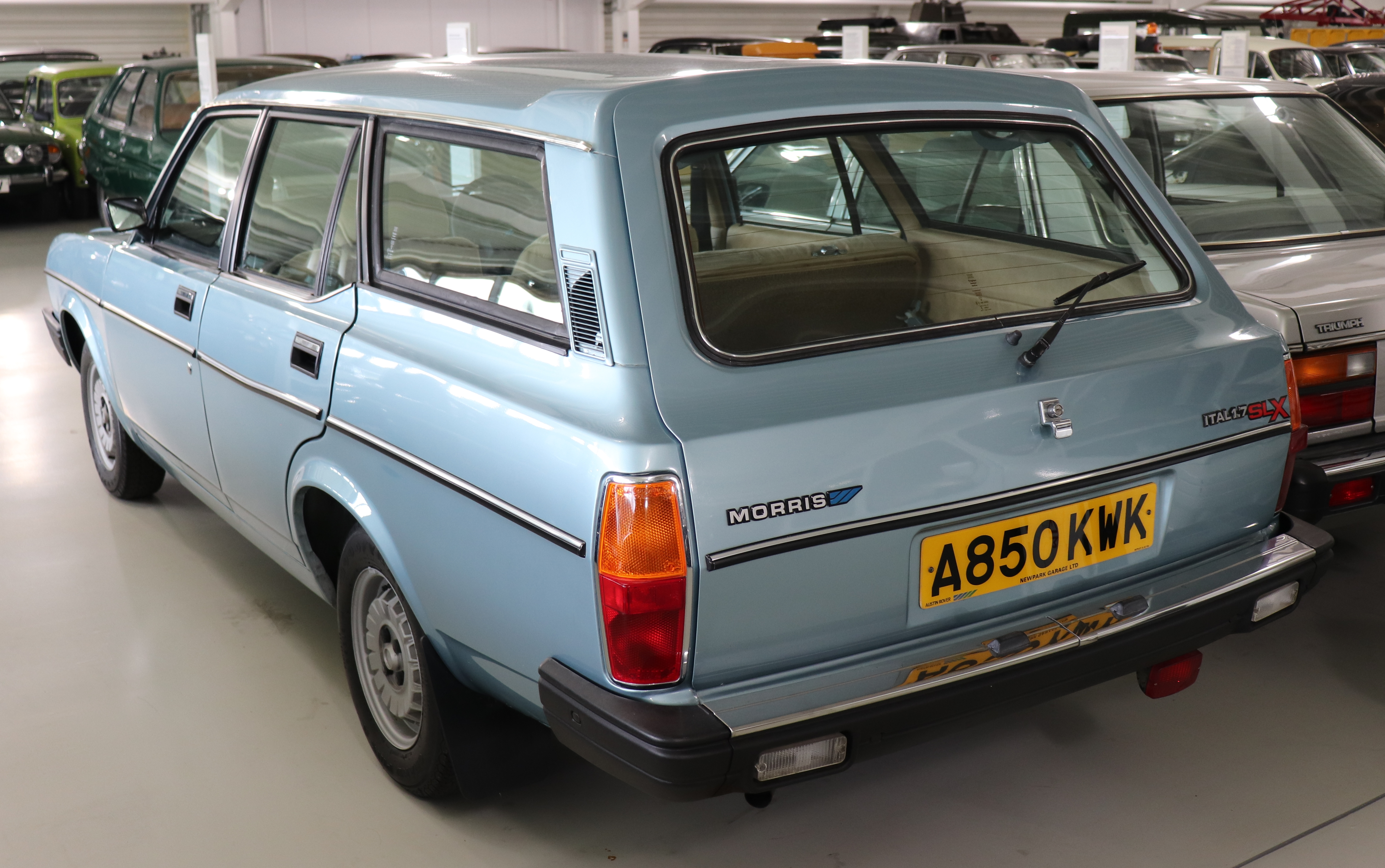
Morris Ital Estate SLX (1984), achterzijde
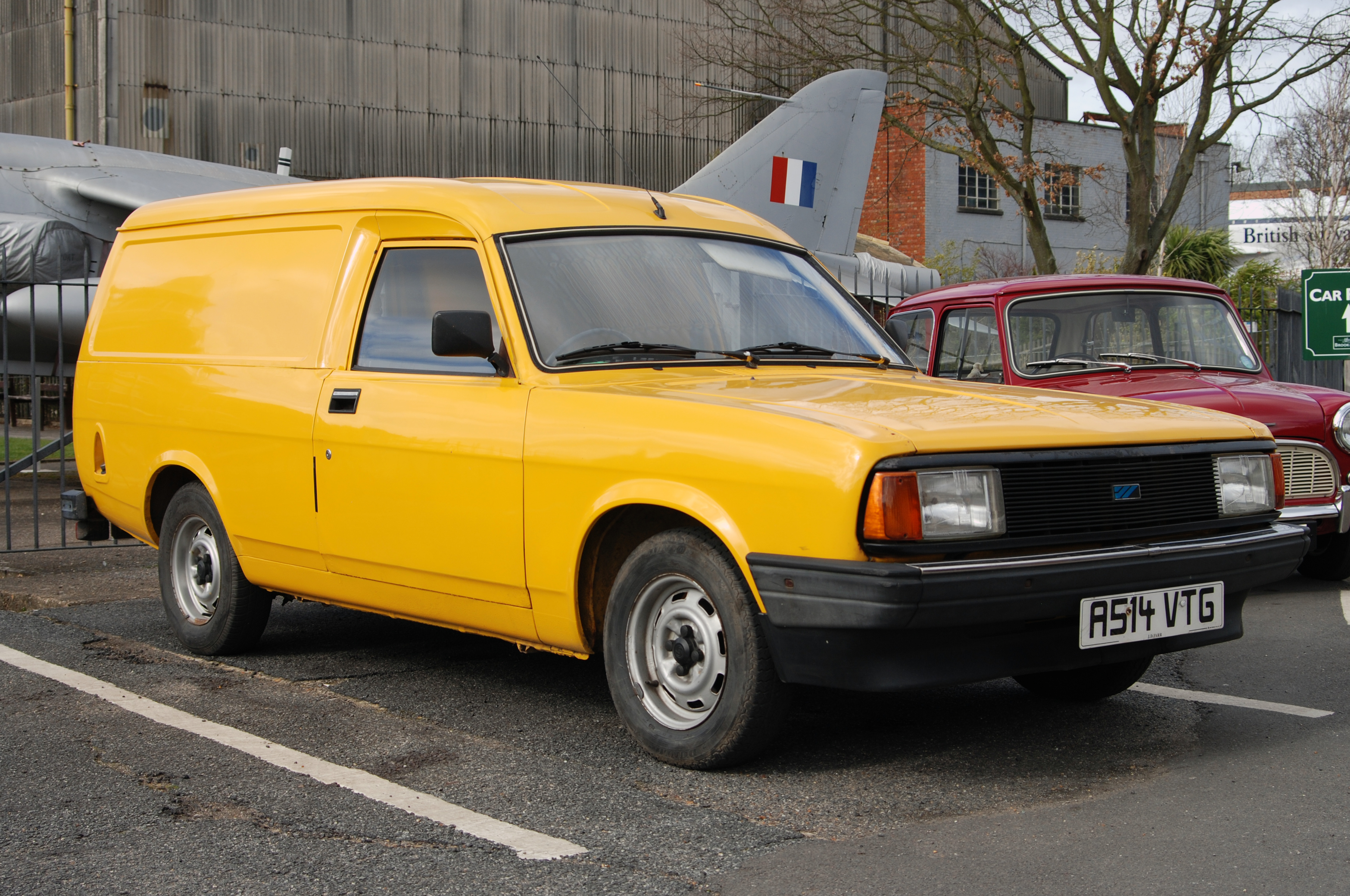
Morris Ital Van
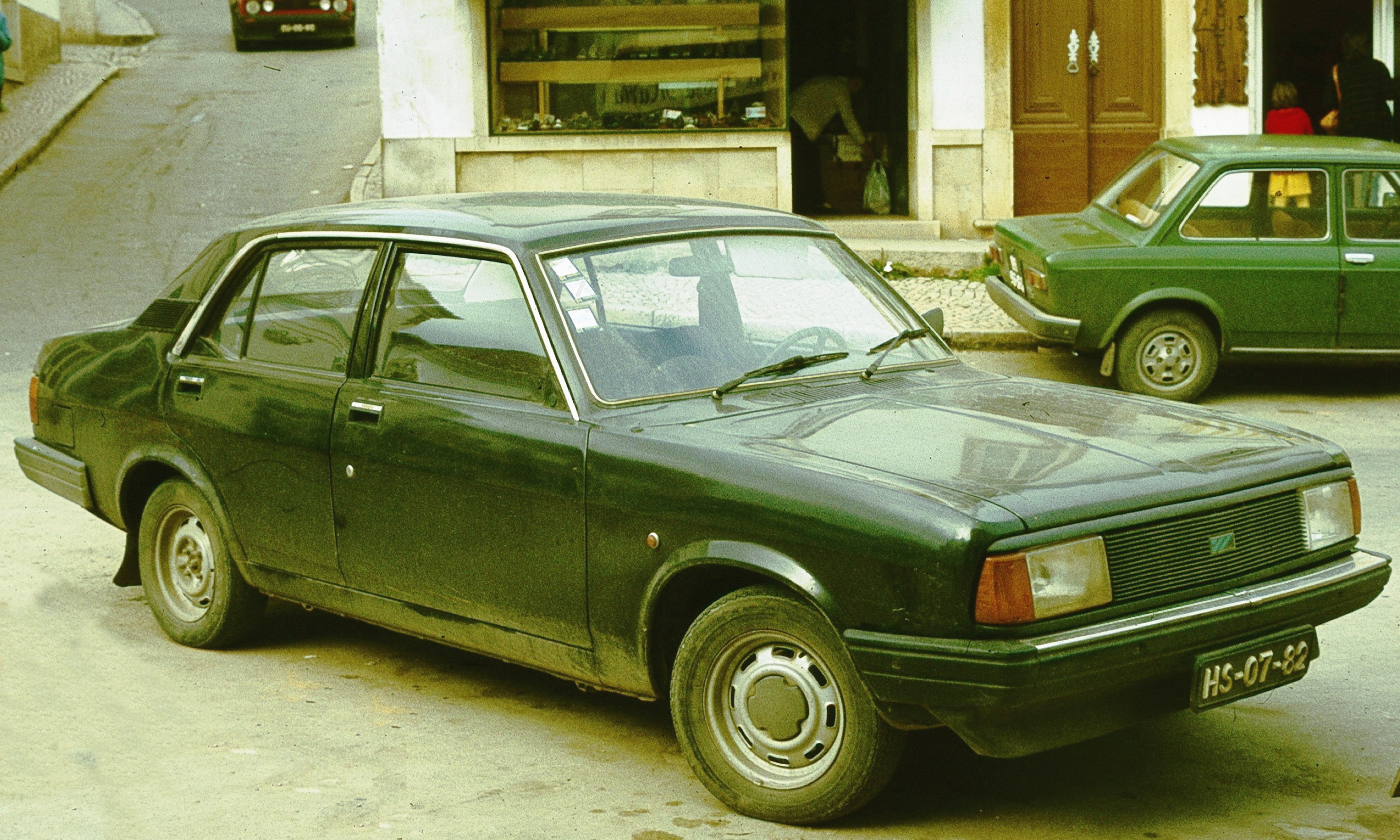
Morris Ital (Portugal)

## Niet-Britse productie
BLMC produceerde de Ital in eerste instantie in Cowley (Oxford), vanaf 1982 kwamen de auto's uit Longbridge. Tegelijkertijd was er een korte productie in Portugal, daar heette de auto nog steeds Marina. De British Leyland-fabriek in Setúbal (IMA) schakelde daarna over op de productie van de Mini Moke.
Nadat de productie in het Verenigd Koninkrijk was gestopt, werd de productielijn van de Ital in 1994 verkocht aan Chengdu Auto Works in de Volksrepubliek China. In 1998 verscheen daar de Ital Estate (met een lokaal gemaakt onderstel) onder de naam Huandu CAC6430, de Van en pick-upvariant werden ook in China geproduceerd. In 1999 eindigde de productie nadat First Automobile Works het bedrijf overnam.